# Тимур-Кутлук
Тиму́р Кутлу́г (тат. Тімер Котлиг; ? — 1499 або початок 1400) — хан Золотої Орди в 1395—1399, син Тимур-Маліка, онук Урус-хана, Чингізид.
Після поразки Тохтамиша у війні з Тамерланом могутній золотоординський темник Едигей посадив на Сарайський престол Тимур-Кутлуга, поваливши тимурського ставленика Куюрчака.
Тохтамиш, не втрачаючи надії на відновлення своєї влади, уклав союз з князем Вітовтом. У 1399 між Вітовтом і татарськими арміями Тимур-Кутлуга та Едигея відбулася велика битва на річці Ворсклі. У ній татари змогли розбити русько-литовські сили Вітовта і Тохтамиша, проте переможцям не вдалось скористатись плодами виграної битви.
Тохтамиш після поразки втік до Сибіру, де у нього було ще чимало прихильників, захопив владу в Тюменському юрті (1399). Тимур-Кутлуг недовго насолоджувався перемогою над Тохтамишем. Молодий хан почав проявляти прагнення до самостійного владарювання. Стурбований його політичними амбіціями, темник Едигей організував переворот, вбив Тимур-Кутлуг і звів на ханський трон його молодшого брата Шадібека.